# Chris Irwin
Pour les articles homonymes, voir Irwin.
Chris Irwin (né le 27 juin 1942 à Wandsworth dans le Grand Londres) est un ancien pilote automobile britannique. Il a participé à dix Grands Prix en Championnat du monde de Formule 1 et a inscrit 2 points.
La carrière de Chris Irwin prend fin prématurément aux 1 000 km du Nürburgring où il a un accident à Flugplatz sur un prototype de voiture de sport Ford P68 et est évacué avec de graves blessures. Bien que rétabli, il prend la décision de ne plus courir.
En bonne santé, Chris Irwin participe, plutôt rarement, à des événements sportifs comme le quarantième anniversaire du circuit de Thruxton et donne quelques interviews à la presse.

## Résultats en championnat du monde de Formule 1
| Saison | Écurie                      | Châssis                   | Moteur                | Pneus     | Grands Prix disputés | Points inscrits | Classement |
| ------ | --------------------------- | ------------------------- | --------------------- | --------- | -------------------- | --------------- | ---------- |
| 1966   | Brabham Racing Organisation | Brabham BT11              | Climax L4             | Goodyear  | 1                    | 0               | Nc.        |
| 1967   | Reg Parnell Racing          | Lotus 25 BRM P261 BRM P83 | BRM V8 BRM V8 BRM H16 | Firestone | 9                    | 2               | 16e        |

## Résultats aux 24 heures du Mans
| Année | Équipe                     | Voiture        | Équipiers      | Résultat |
| ----- | -------------------------- | -------------- | -------------- | -------- |
| 1967  | Lola Cars Ltd Team Surtees | Lola T70 MkIII | Peter de Klerk | Abandon  |